# Étienne de La Grange
Étienne de La Grange († 26. November 1388) war ein französischer Adliger.
Er war ein Sohn eines Notars aus dem Forez und der Bruder des Kardinals Jean de La Grange. 1369 wurde er Conseiller im Parlement und 1373 dessen Präsident. 1371 wurde er in den Adelsstand erhoben. Politisch wird Étienne de La Grange dem Umfeld der Marmousets zugerechnet.
Seine Tochter aus seiner Ehe mit Marie du Bois war Jacqueline de La Grange, die Jean de Montaigu heiratete, den unehelichen Sohn des Königs Karl V. und Berater aus der Gruppe der Marmousets des Königs Karl VI.
Durch diese Ehe gehört Étienne de la Grange zu den Vorfahren von 
- Winston Churchill (1874–1965)
- Manuel II. (1889–1932), dem letzten König von Portugal
- Umberto II (1904–1983), dem letzten König von Italien
- Albert II., König der Belgier (* 1934)
- Juan Carlos I. (* 1938), König von Spanien
- Diana, Princess of Wales (1961–1997) und durch sie
- Prinz William of Wales (* 1982), dem zukünftigen König von Großbritannien